# Шельдаль, Кристен
Кристен Шельдаль (норв. Kristen Skjeldal; род. 27 мая 1967, Восс, Хордаланн) — норвежский лыжник, выступавший за сборную Норвегии с 1989 по 2008 год. Участвовал в двух зимних Олимпийских играх, в 1992 году в Альбервиле выиграл золотую медаль в эстафете 4 х 5 км. На Олимпиаде в Солт-Лейк-Сити в 2002 году получил золото за эстафету и бронзу за масстарт 30 км свободным стилем (на самом деле гонку он завершил четвёртым, но поднялся на третье место благодаря дисквалификации представлявшего Испанию Йохана Мюлегга).
Лучший результат на чемпионатах мира Шельдаль показал в 1999 году, в гонке на 50 км приехав шестым. Одиннадцать раз получал подиум различных этапов Кубка мира, в том числе восемь раз был третьим, два раза вторым и один раз первым. Трижды становился призёром Скандинавского Кубка: два третьих места и одно первое.
В Кубке мира последний раз выступал в 2008 году. В 2010-х годах неоднократно принимал участие в гонках чемпионата Норвегии. В 2012 году попал в 10-ку на дистанции 15 км свободным стилем и 50 км классическим стилем, опередив целый ряд действующих лыжников, годящихся ему в сыновья. В апреле 2016 года 48-летний Кристен занял 38-е место среди 150 участников в гонке на 50 км свободным стилем с раздельным стартом на чемпионате Норвегии в Бейтостолене, чемпиону Мартину Сундбю он проиграл более 15 минут, при этом от 10-ки лучших его отделили менее 8 минут.
Его брат, Гудмунд Шельдаль, тоже является лыжником, в 2005 году он написал о Кристене книгу-биографию «Den siste langrennaren».